# Kobudō di Okinawa

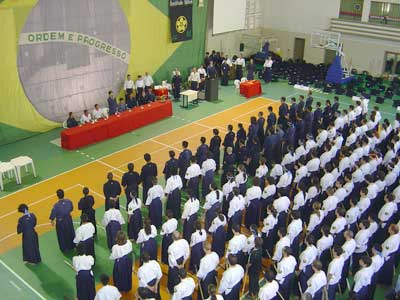
3º Torneo brasiliano di Kobudo, ottobre 2004

Kobudō di Okinawa (沖縄古武道; conosciuto inoltre come Ryūkyū Kobujutsu, Koryū, o solamente come Kobudō) è un termine giapponese che può essere tradotto come: "antica arte marziale di Okinawa". Ci si riferisce in generale alle tradizionali arti marziali in uso nell'isola di Okinawa e si caratterizza per l'uso di un vasto numero di armi tradizionali, per lo più di origine contadina.
I nativi di Okinawa furono spinti a perfezionare l'uso di un vasto numero di attrezzi comuni a causa del divieto di utilizzare armi imposto dal Clan giapponese dei Shimatsu che avevano conquistato l'isola agli inizi del seicento.
Le armi del repertorio del Kobudo di Okinawa che anche oggi è possibile studiare integralmente soprattutto presso la Scuola del Maestro Matayoshi, comprendono ben 17 tipi diversi di armi tradizionali ognuna delle quali completa di kata (forme), tecniche (waza) e posizioni (dachi). Incontriamo quindi:
- il Bō, ovvero il bastone lungo 6 shaku (1,80 m).
- i Tunkwa o Tonfa, ovvero i manganelli con manico usato a coppia.
- i Sai, tridente metallico usato a coppia.
- il Matayoshi sai, simile al sai ma con un'elsa opposta all'altra.
- il Nunti, ovvero il matayoshi sai con due punte.
- il Nunti bo, ovvero il nunti fissato su un bastone di sei piedi come una fiocina.
- il Nunchaku, che può essere usato sia singolarmente che in coppia.
- il Sansetsukon, il nunchaku a 3 sezioni.
- l'Eku, remo in legno.
- il ChoGama, la falce lunga.
- il NurumanBo, un nuchaku con uno dei due bastoni molto più lungo dell'altro.
- il Suruchin, due pietre legate con una corda o da una catena.
- i Kama, ovverro i falcetti corti usati a coppie.
- il Timbei, lo scudo usato con una spada Banto.
- il Kuwa, ovvero la zappa.
- il Tekko, tirapugni metallico a staffa.
- il Tecchu, il tirapugni metallico aghiforme.

In realtà il kobudo è un insieme di singole arti marziali, dal momento che ciascuna arma dà luogo ad una disciplina completa con proprie tecniche (waza), proprie forme (Kata) e proprie posizioni (dachi).

## Storia
Secondo una storia popolare e la credenza comune, gli attrezzi agricoli di Okinawa si sono evoluti in armi improprie in seguito al divieto di usare armi convenzionali, imposto ai contadini delle isole quando il Giappone si annetté il Regno delle Ryūkyū, di cui Okinawa faceva parte. Trovatisi privi di difese, questi svilupparono tecniche di auto difesa usando gli attrezzi della loro agricoltura tradizionale.
Gli studiosi delle arti marziali moderne respingono tale ipotesi, sostenendo che la casta guerriera Pechin di Okinawa avesse cominciato a praticare queste discipline prima delle leggi proibizioniste degli invasori giapponesi, avendo importato tali tecniche dalla Cina molto tempo prima.

## Armi del Kobudō
- Jō: sostanzialmente un bastone corto, lungo più o meno come un comune manico di scopa. Il Jo è un'arma molto maneggevole e la sua forza sta nell'abilità di farlo scorrere velocemente nelle mani, in maniera da offrire al bersaglio sempre una lunga porzione dell'arma allo scopo di mantenerlo a distanza. Tra le tecniche utilizzate vi sono affondi, leve e sbilanciamenti.
- Bō: il bastone lungo, alto più o meno 1,80 metri (in questo caso definito Rokushakubo, ovvero "bo lungo sei piedi"), è un'arma più complicata del jo, in quanto più lenta. Le tecniche base insegnano scorrimenti e colpi con diverse configurazioni del corpo e soprattutto delle braccia. Queste ultime si intersecano in svariati modi a seconda delle tecniche utilizzate e rendono il Bo un'arma molto artistica da osservare.

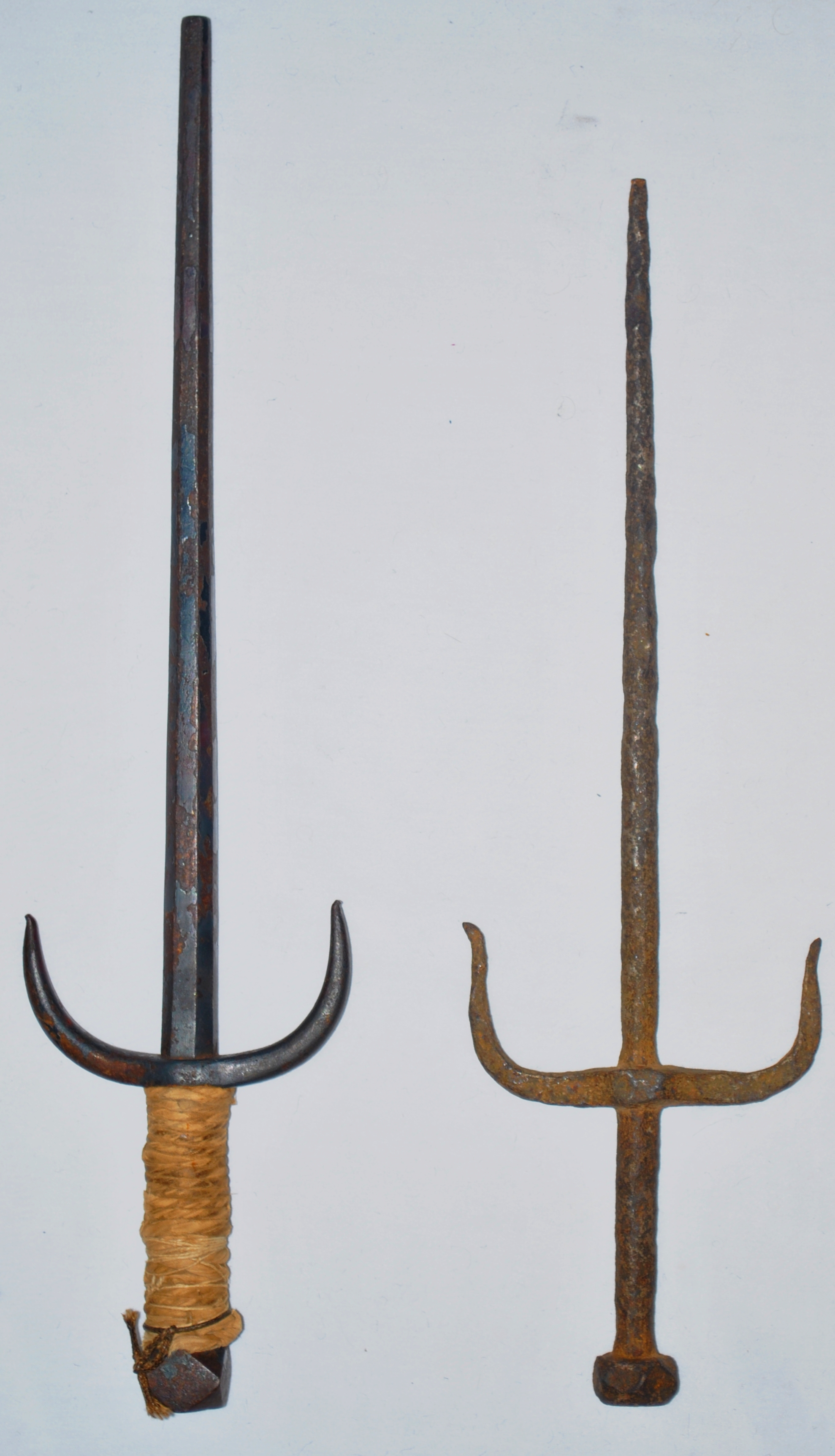
Il pugnale Sai

- Sai: questi lunghi pugnali a forca si utilizzano in coppia. Erroneamente si pensa ai Sai come a dei pugnali, ma in realtà sono armi contundenti prive di lama e con punte aguzze. Raramente si impugnano dal manico, infatti vengono tenuti da uno dei due rostri e stesi sull'avambraccio per essere utilizzati come scudi. Facendo ruotare un Sai dalla posizione chiusa sull'avambraccio in avanti si produce un colpo contundente molto efficace. Fra le varie tecniche vi sono diversi affondi ma soprattutto blocchi (sono armi molto efficaci per parare le tecniche di spada) e leve articolari.

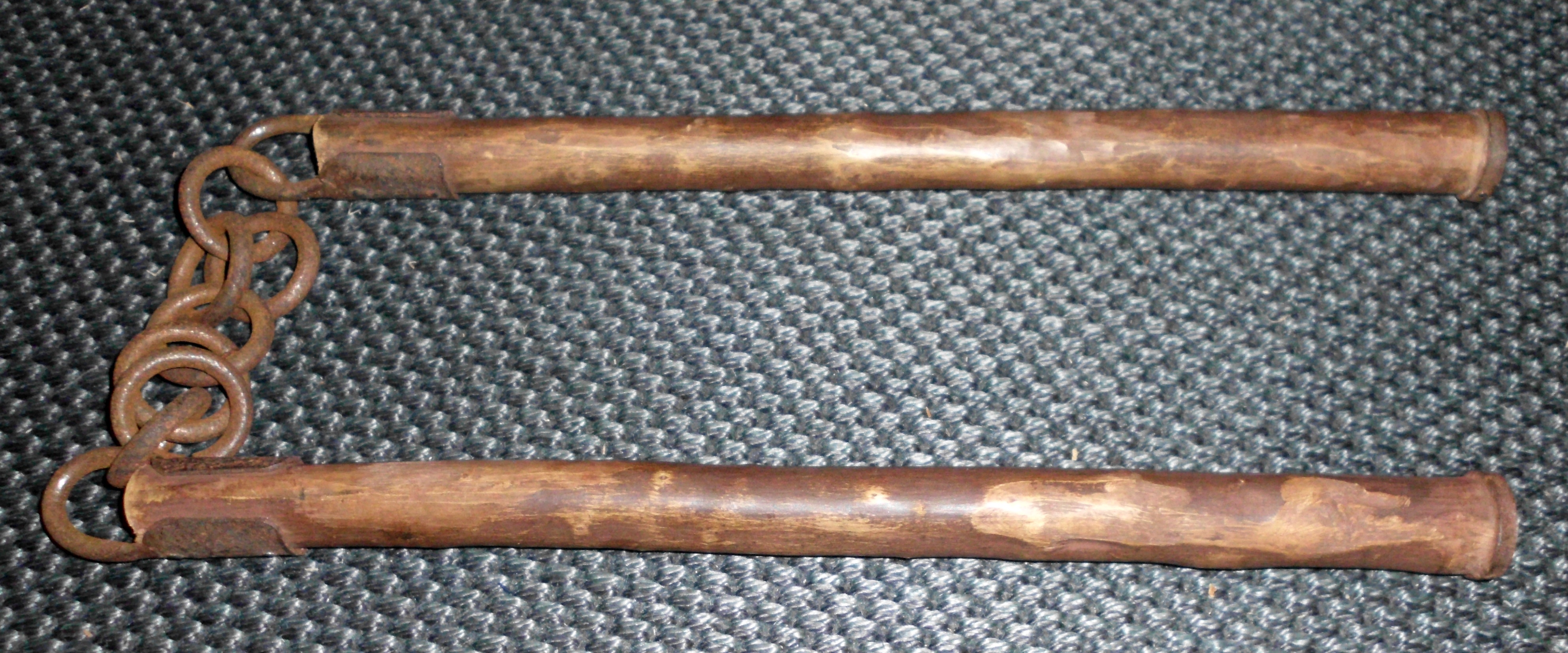
Nunchaku

- Nunchaku: questa arma è composta da due corti bastoni tenuti insieme da una corda (stile giapponese, a sezione ottagonale) o una catena (stile cinese a sezione circolare). Diversamente da quanto si possa pensare, il Nunchaku, che è stato reso popolare dai film di Bruce Lee, non viene tenuto in costante movimento, ma viene più spesso utilizzato in diverse guardie o addirittura in una mano sola, come un piccolo bastone. Fra le tecniche base vi sono rapidi colpi portati di rimbalzo e leve articolari al polso ed al braccio; può essere utilizzato anche in coppia.

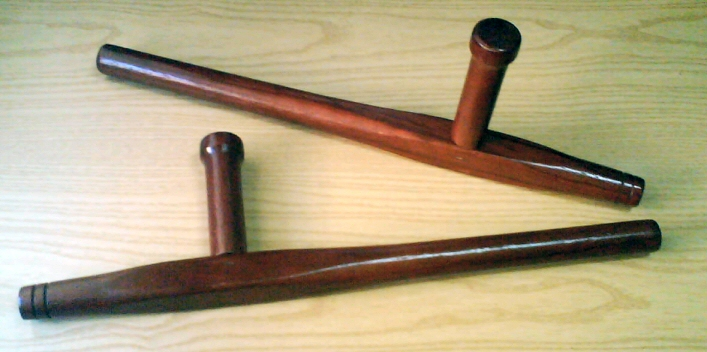
Tonfa

- Tonfa: il Tonfa è sostanzialmente un manganello ad elle, paragonabile a quello in dotazione all'Arma dei Carabinieri. Nel Kobudo viene utilizzato in singolo od in coppia, e molte tecniche sono simili a quelle dei Sai, in quanto vengono fatti ruotare per produrre un colpo contundente. La elle che forma l'impugnatura è molto utile per fare leve articolari e strangolamenti, così come per bloccare attacchi da altre armi. Infine possono essere utilizzati alla stregua di accette, in maniera del tutto simile a come vengono utilizzati i Kama. Il Tonfa si rivela una delle armi più versatili del Kobudo.
- Kama: il Kama è una sorta di falcetto con lama a becco di corvo utilizzato prevalentemente in coppia. Le tecniche base prevedono blocchi e soprattutto tagli ai legamenti ed alle articolazioni, effettuati allo scopo di disarmare o rendere inerme il nemico.

Uso del Kobudo
Essendo nato dall'esigenza che avevano i contadini Okinawensi di proteggersi, il Kobudo può essere considerato anche come l'arte di adattare tutto ciò che si dispone e trasformarlo in arma (come ad esempio pietre, coltelli, stuzzicadenti...)